# Науру на літніх Олімпійських іграх 2016
Науру на літніх Олімпійських ігор 2016 представляли 2 спортсмени в двох видах спорту. Жодної медалі олімпійці Науру не завоювали.

## Спортсмени
| Дисципліна     | Чоловіки | Жінки | Разом |
| -------------- | -------- | ----- | ----- |
| Важка атлетика | 1        | 0     | 1     |
| Дзюдо          | 1        | 0     | 1     |
| Разом          | 2        | 0     | 2     |

## Дзюдо
| Спортсмен  | Категорія           | 1/32 фіналу        | 1/16 фіналу            | 1/8 фіналу                   | Чвертьфінали       | Півфінали          | Втішний поєдинок   | Фінал / БМ         | Фінал / БМ      |
| Спортсмен  | Категорія           | Суперник Результат | Суперник Результат     | Суперник Результат           | Суперник Результат | Суперник Результат | Суперник Результат | Суперник Результат | Місце           |
| ---------- | ------------------- | ------------------ | ---------------------- | ---------------------------- | ------------------ | ------------------ | ------------------ | ------------------ | --------------- |
| Овіні Уера | до 90 кг (чоловіки) | Bye                | Джеймс (BIZ) W 100–000 | Ліпартеліані (GEO) L 000–100 | Завершив виступ    | Завершив виступ    | Завершив виступ    | Завершив виступ    | Завершив виступ |

## Важка атлетика
| Спортсмен          | Категорія           | Ривок     | Ривок | Поштовх   | Поштовх | Загалом | Місце |
| Спортсмен          | Категорія           | Результат | Місце | Результат | Місце   | Загалом | Місце |
| ------------------ | ------------------- | --------- | ----- | --------- | ------- | ------- | ----- |
| Ельсон Бречтефельд | до 56 кг (чоловіки) | 98        | 17    | 125       | 15      | 223     | 15    |